# Физичко дистанцирање
Физичко дистанцирање, социјално дистанцирање или одстојање скуп је нефармацеутских акција намењених заустављању или успоравању ширења заразне болести . Циљ друштвеног удаљавања је смањивање вероватноће контакта између особа које носе инфекцију и других који нису заражени, како би се што више смањио пренос болести, укупан број зараженог становништа и смртност. 
Друштвено удаљавање је најефикасније када се зараза преноси капљичним путем (кашаљ или кијање), директним физичким додиром (укључујући полни однос), индиректним физичким контактом (нпр. додиром контаминиране површине); или преносом кроз ваздух (ако микроорганизам може дуго да опстане у ваздуху). 
Друштвено удаљавање може бити мање ефикасно у случајевима када се зараза преноси првенствено зараженом водом или храном или векторима попут комараца или других инсеката, и ређе од особе до особе.  Недостаци друштвеног удаљавања могу укључивати усамљеност, смањену продуктивност и губитак других погодности повезаних са људском интеракцијом. 
Кроз историју се ова метода користила за одвајање људи заражених губом у посебна насеља као најефикаснији начин спречавања даљег ширења болести. 

## Теоријска основа
Са епидемиолошког становишта, основни циљ друштевног удаљавања је смањење основног броја репродукције, {\displaystyle R_{0}}, који је једнак просечном броју здравих особа које једна заражена особа може заразити, у популацији где су све особе подједнако подложне разбољевању. У основном моделу друштвеног удаљавања, одређени део становништва {\displaystyle f} поступа по правилима друштвеног удаљавања и смањује број контаката са другим људима на број {\displaystyle a} (који је мањи од укупног броја људи са којима би иначе дошли у додир), тада је нови ефективни број репродукције {\displaystyle R} описан следећом формулом:
{\displaystyle R=[1-(1-a^{2})f]R_{0}}
На пример, 25% становништва смањује број особа са којима долази у контакт за 50%, ово резултира у ефективном броју репродукције од 81% основног броја репродукције. Наизглед мало смањење игра велику улогу у одлагању експоненцијалног раста и ширења заразе.

## Мере удаљавања
Мере друштвеног удадљавања могу бити:
- затварање школа (проактивно или реактивно)
- затварање радњи и продавница [13] које нису од кључног значаја за заједницу
- изолација
- карантин
- санитарни кордон
- друштвена изолација у пандемији
- отказвање великих скупова као што су спортски догађаји, биоскопи или музички фестивали[14]
- огранчавање или укидање јавног превоза[15]
- затварање установа и простора за рекреацију (јавних базена, теретана)[16]
- мере заштите појединаца које укључују смањивање контаката „очи у очи”, обављање послова електронским путем, избегавање јавних места и непотребних путовања[17][18]